# Mulher-troféu

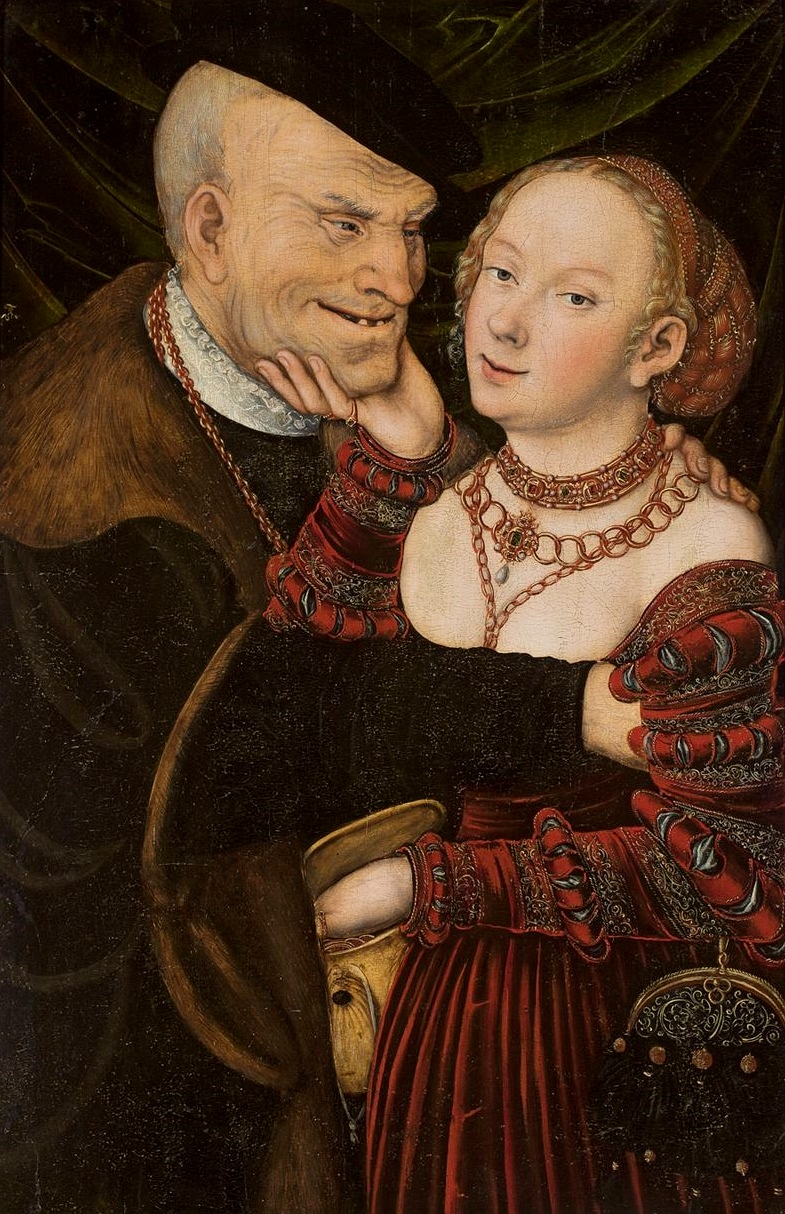
O casal desigual, por Lucas Cranach (c. 1550), Museu Nacional em Varsóvia

A mulher-troféu é uma esposa considerada um símbolo de status para o marido. O termo costuma ser usado de forma pejorativa ou depreciativa, insinuando que a esposa em questão possui pouco mérito pessoal além de sua atratividade física, exige despesas substanciais para manter sua aparência, frequentemente é pouco inteligente ou pouco sofisticada, realiza muito pouco além de permanecer atraente e, em certos aspectos, é sinônimo de caça-dotes. Uma mulher-troféu costuma ser relativamente jovem e atraente, podendo ser a segunda, terceira ou posterior esposa de um homem mais velho e mais rico. Um homem-troféu é o equivalente masculino.

## História
Em sua Teoria da Classe Ociosa (1899), Thorstein Veblen sugeriu que "A razão original para a captura e apropriação de mulheres parece ter sido sua utilidade como troféus." As origens etimológicas mais recentes do termo são disputadas. Uma afirmação é que "trophy wife" apareceu originalmente em uma edição de 1950 do jornal The Economist, referindo-se à prática histórica de guerreiros capturarem as mulheres mais belas durante batalhas para levá-las como esposas. William Safire afirmou que o termo "trophy wife" foi cunhado por Julie Connelly, editora-sênior da revista Fortune, em matéria de capa da edição de 28 de agosto de 1989, e entrou imediatamente em uso comum. O autor Tom Wolfe, muitas vezes creditado pela criação do termo, o refutou em palestra na Universidade Brown em 17 de abril de 1996, na qual também atribuiu à revista Fortune, em artigo publicado "não faz muito tempo". Muitas fontes afirmam que o termo foi cunhado anteriormente (por exemplo, o Dicionário Etimológico Online cita 1984), mas o fácil acesso online ao artigo de William Safire fez muitos (como o Oxford English Dictionary) acreditarem que 28 de agosto de 1989 foi seu primeiro uso. Entretanto, o idioma aparece de passagem em citação de uma publicação de 1965, aparentemente referindo-se à esposa de Bernie Madoff. O casamento em 1994 da ex-coelhinha da Playboy Anna Nicole Smith com o bilionário do petróleo J. Howard Marshall foi amplamente acompanhado pela mídia dos EUA como exemplo extremo desse conceito. Na época do casamento, ele tinha 89 anos e ela, 26.
A socióloga Elizabeth McClintock, da Universidade de Notre Dame, acredita que o fenômeno na sociedade moderna é menos comum do que outras pesquisas sugerem.